# ITP Argentina
ITP Argentina S.A. es una empresa privada argentina especializada en el desarrollo y fabricación de piezas en termoplásticos, materiales compuestos, matricería y sistemas de protección balística. 

## Historia

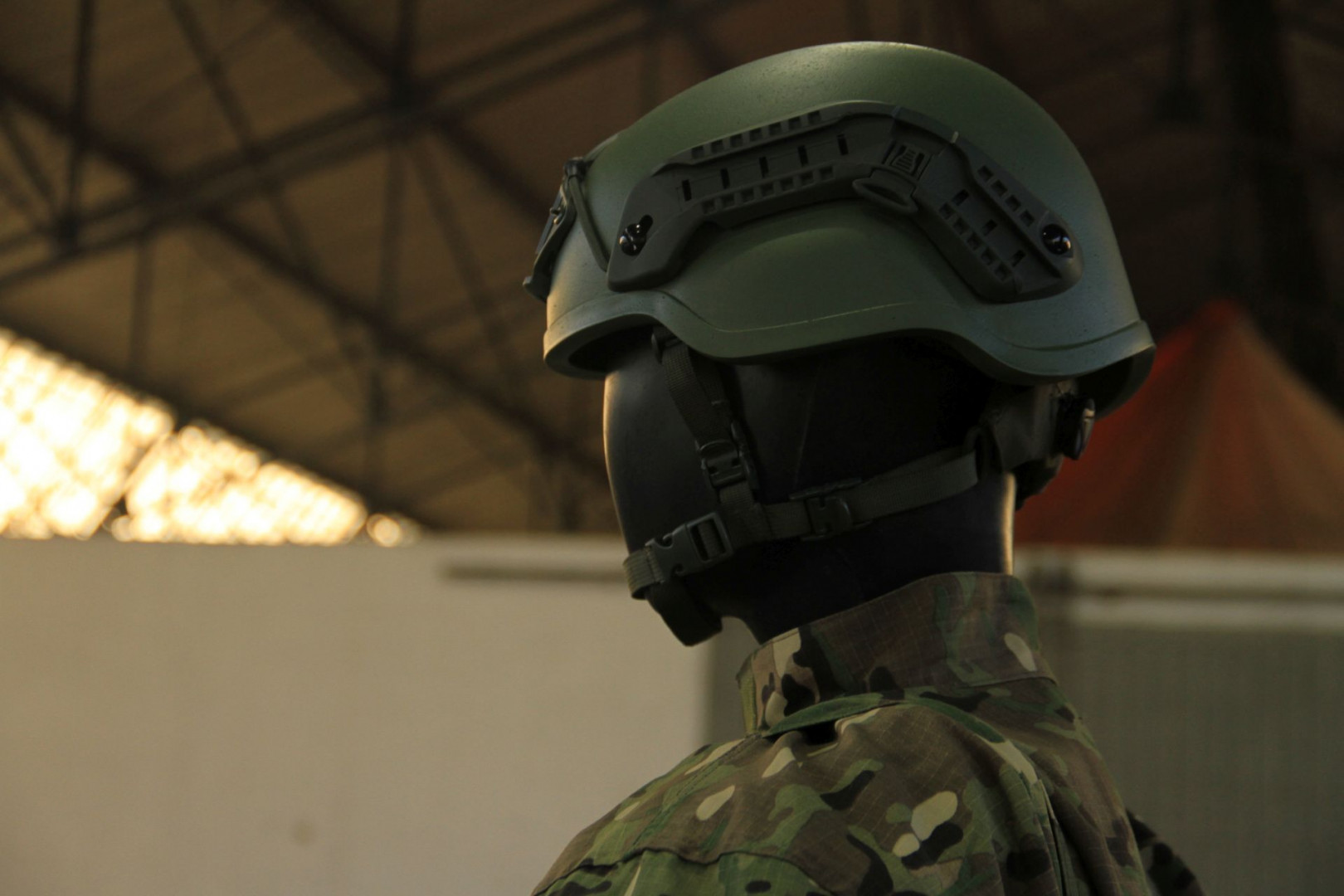
Casco EA1

En los años 50s, los hermanos Belpasso empezaron en un taller en Wilde la fabricación de válvulas para sopletes de acetileno. Más tarde empezaron a realizar la inyección de termoplásticos. A partir de los años 80s empiezan a trabajar con resina de poliéster y epoxi reforzada con fibra de vidrio, fibra de aramida y fibra de carbono.
En el año 2003, se trasladan a Quilmes y se consolidan como una sociedad anónima formal. En 2013 se empezó a desarrollar el proyecto de fabricar cascos balísticos y en 2020 empezaron a colaborar con la Dirección General de Investigación y Desarrollo (DIGID) del Estado de Argentina para fabricar nacionalmente un modelo de casco para proveer al Ejército Argentino. En 2023 se entregó el primer lote para la evaluación del ejército.Los dos modelos de casco existentes son el EA-1 y el EA-2
En 2024 formaron una unión transitoria de empresas (UTE) junto a Alcenor S.R.L. y Ferplast S.A. e invirtieron más de 130 mil dólares para la construcción de un prototipo de tercer riel de aluminio elaborado por el Centro Nacional de Desarrollo e Innovación Ferroviaria (CENADIF) de Ferrocarriles Argentinos.